# Türkische Fußballnationalmannschaft (U-21-Männer)

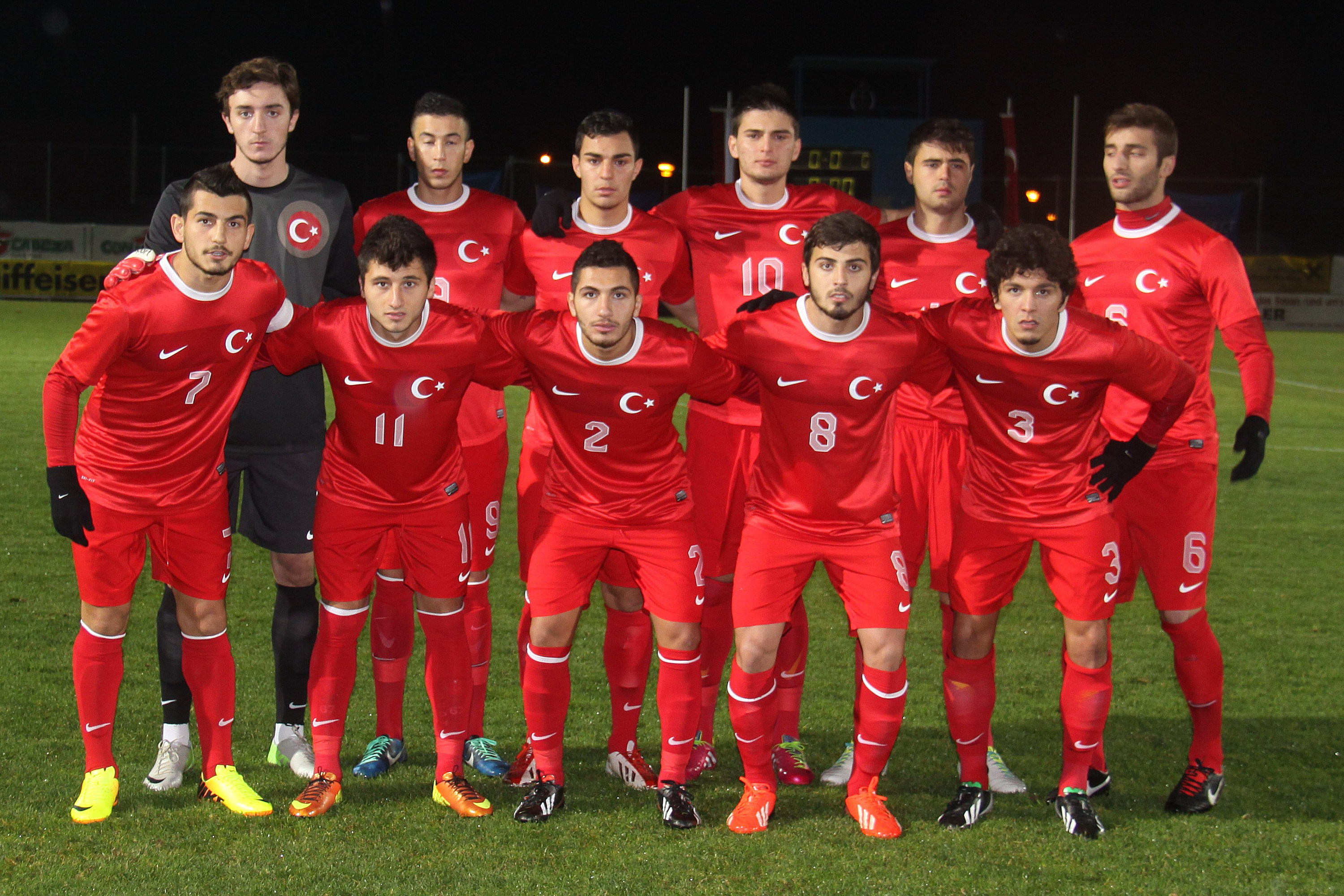
Die türkische U-21-Fußballnationalmannschaft am 14. November 2013 vor einem Testspiel gegen die österreichisch U-21-Auswahl (2:1)

Die türkische U-21-Fußballnationalmannschaft ist eine Männernationalmannschaft des türkischen Fußballverbandes.
Spielberechtigt sind Spieler, die ihr 21. Lebensjahr noch nicht vollendet haben und die türkische Staatsangehörigkeit besitzen. Bei Turnieren ist das Alter beim ersten Qualifikationsspiel maßgeblich.
Das erste Pflichtspiel der Mannschaft war am 28. Oktober 1950 in Ankara gegen die ägyptische U-21 Mannschaft. Das Spiel endete 3:1 für die Gastgeber. Das höchste Ergebnis, das die türkische Mannschaft erreicht hat, war ein 5:0 gegen die U-21 von Österreich. Die höchste Niederlage erlebten die jungen Türken gegen Deutschland. Am 25. Oktober 1983 besiegten die Deutschen die Türkei mit 7:0.
Die Türkei schaffte es bisher einmal sich für die U-21-Fußball-Europameisterschaft zu qualifizieren. Dies gelang ihnen für die U-21-Fußball-Europameisterschaft 2000 in der Slowakei. Mit null Punkten, zwei Toren und elf Gegentoren schied die Mannschaft als Gruppenletzter in der Gruppenphase aus.
Mit der Teilnahme 2000 bleibt es bis heute auch die letzte Teilnahme einer türkischen U21 Männerfußballnationalmannschaft bei einer U21-EM Endrunde. In den 2000er-Jahren verpasste man die Teilnahme zur U21-EM zweimal knapp in Relegationsspielen. Für die U21-EM 2004 unterlag man Deutschland und für die U21-EM 2009 Belarus jeweils insgesamt knapp mit 2:1.

## Teilnahme bei U-21 Europameisterschaften
| 1978                           | nicht qualifiziert |
| 1980                           | nicht qualifiziert |
| 1982                           | nicht qualifiziert |
| 1984                           | nicht qualifiziert |
| 1986                           | nicht qualifiziert |
| 1988                           | nicht qualifiziert |
| 1990                           | nicht qualifiziert |
| 1992                           | nicht qualifiziert |
| 1994 in Frankreich             | nicht qualifiziert |
| 1996 in Spanien                | nicht qualifiziert |
| 1998 in Rumänien               | nicht qualifiziert |
| 2000 in der Slowakei           | Vorrunde           |
| 2002 in der Schweiz            | nicht qualifiziert |
| 2004 in Deutschland            | nicht qualifiziert |
| 2006 in Portugal               | nicht qualifiziert |
| 2007 in den Niederlanden       | nicht qualifiziert |
| 2009 in Schweden               | nicht qualifiziert |
| 2011 in Dänemark               | nicht qualifiziert |
| 2013 in Israel                 | nicht qualifiziert |
| 2015 in Tschechien             | nicht qualifiziert |
| 2017 in Polen                  | nicht qualifiziert |
| 2019 in Italien und San Marino | nicht qualifiziert |
| 2021 in Slowenien und Ungarn   | nicht qualifiziert |
| 2023 in Rumänien und Georgien  | nicht qualifiziert |
| 2025 in der Slowakei           | nicht qualifiziert |

Bemerkung: Zwischen 1978 und 1992 wurde die Endrunde einer U-21-Europameisterschaft nicht in einem Land ausgetragen, sondern durch Hin- und Rückspiele in den jeweiligen teilnehmenden Nationen absolviert.

## Rekordspieler
Fettgedruckte Spieler sind noch in der Nationalmannschaft aktiv.
| Rang                     | Name                  | Einsätze | Zeitraum  |
| ------------------------ | --------------------- | -------- | --------- |
| 01.                      | Kemal Aslan           | 36       | 2001–2003 |
| 02.                      | İsmail Güldüren       | 31       | 1998–2001 |
| 03.                      | Berkant Göktan        | 29       | 1998–2001 |
| 04.                      | Mahmut Hanefi Erdoğdu | 27       | 2002–2005 |
| 05.                      | Nihat Kahveci         | 25       | 1998–2000 |
| 0                        | Suat Usta             | 25       | 2000–2003 |
| 06.                      | Erhan Albayrak        | 24       | 1998–2000 |
| 0                        | Serkan Aykut          | 24       | 1994–1997 |
| 0                        | Feti Okuroğlu         | 24       | 1990–1993 |
| 07.                      | Alpay Özalan          | 23       | 1992–1994 |
| 0                        | Güngör Öztürk         | 23       | 1997–2000 |
| 08.                      | Serhat Akın           | 22       | 2000–2002 |
| 0                        | Hüseyin Çimşir        | 22       | 1998–2001 |
| 0                        | Adem Koçak            | 22       | 2004–2005 |
| 0                        | Mehmet Nas            | 22       | 1998–2001 |
| 0                        | Mehmet Topuz          | 22       | 2004–2005 |
| 0                        | Metin Uzun            | 22       | 1990–1995 |
| 0                        | Şenol Yavaş           | 22       | 1992–1995 |
| 09.                      | Özer Hurmacı          | 21       | 2005–2008 |
| 0                        | Umut Bulut            | 21       | 2004–2005 |
| 0                        | Semih Şentürk         | 21       | 2003–2005 |
| 0                        | Sabri Sarıoğlu        | 21       | 2003–2006 |
| 10.                      | Emrah Eren            | 20       | 1998–2000 |
| 0                        | Emre Güngör           | 20       | 2004–2006 |
| Stand: 21. November 2013 |                       |          |           |

| Rang                     | Name             | Tore | Zeitraum  | Einsätze |
| ------------------------ | ---------------- | ---- | --------- | -------- |
| 01.                      | Serhat Akın      | 12   | 2000–2002 | 24       |
| 0                        | Serkan Aykut     | 12   | 1992–2008 | 24       |
| 02.                      | Oktay Derelioğlu | 10   | 1994–1997 | 13       |
| 0                        | Tuncay Şanlı     | 10   | 2002–2003 | 14       |
| 0                        | Berkant Göktan   | 10   | 1998–2001 | 29       |
| 03.                      | Erhan Albayrak   | 7    | 1998–2000 | 24       |
| 04.                      | Mustafa Özkan    | 6    | 1996–1997 | 15       |
| 0                        | Bülent Uygun     | 6    | 1992–1993 | 17       |
| 0                        | Semih Şentürk    | 6    | 2003–2005 | 21       |
| 05.                      | Mehmet Yozgatlı  | 5    | 1999–2001 | 6        |
| 0                        | Bertul Kocabaş   | 5    | 2012–     | 7        |
| 0                        | Ender Konca      | 5    | 1968–1969 | 8        |
| 0                        | Burak Kaplan     | 5    | 2010–2012 | 13       |
| 0                        | Hakan Şükür      | 5    | 1990–1992 | 16       |
| 0                        | İbrahim Akın     | 5    | 2004–2006 | 17       |
| Stand: 21. November 2013 |                  |      |           |          |